# Libro di Isaia
Il Libro di Isaia (in ebraico ישעיהו‎?, ysha'ihàu; in greco Ησαΐας?, Esaḯas; in latino Isāias) è un testo contenuto nella Bibbia ebraica (Tanakh) e nell'Antico Testamento.
È scritto in ebraico e, secondo l'ipotesi maggiormente condivisa dagli studiosi, la redazione definitiva del libro è avvenuta in Giudea nel V secolo a.C. ad opera di un autore ignoto, sulla base di oracoli e testi precedenti di diversa origine: 
- Proto-Isaia (capp. 1–39): ca. 740-700 a.C. durante il ministero del profeta Isaia, in particolare nel contesto della guerra siro-efraimitica, esortazioni alla fiducia in Dio, trascendente e fedele;
- Deutero-Isaia (capp. 40–55): 550-539 a.C., durante l'Esilio di Babilonia, esortazione al popolo oppresso, il "Servo di Dio";
- Trito-Isaia (capp. 56–66): 537-520 a.C. dopo il ritorno dall'esilio, oracoli contro l'idolatria, speranza nella conversione delle nazioni pagane.

Il tema comune che ha catalizzato la raccolta unitaria è quello della salvezza del popolo da parte di Dio.

## Generalità
Il libro di Isaia è un classico fra i libri profetici. Come in altre figure profetiche, in Isaia la parola profeta non va intesa nel senso colui che parla prima che qualcosa avvenga, bensì nel senso colui che parla per conto di un altro. Ciò che caratterizza il profeta è dunque, come ha incisivamente affermato A. J. Heschel, «la cognizione profonda del presente pathos di Dio»: il profeta trasmette all'umanità ciò che non sarebbe possibile ascoltare direttamente.
Così, di volta in volta, il profeta esprime la condanna per i nemici di Israele, la consolazione per il popolo eletto, la speranza del futuro riscatto dopo la caduta, il rimprovero per le infedeltà di Israele all'alleanza e così via.
Il mezzo espressivo tipicamente usato da Isaia è l'oracolo, introdotto o accompagnato da espressioni ricorrenti come oracolo di Yahweh, Signore del mondo, oppure Guai!, o ancora così dice il Signore. Il bersaglio dell'oracolo è vario: Gerusalemme, come simbolo del popolo eletto, talora biasimata per la sua condotta, talaltra consolata con un messaggio di speranza; le nazioni vicine, condannate per le loro pratiche religiose abominevoli per gli ebrei, oppure per l'aggressività nei confronti di Israele; le autorità di Giuda, biasimate duramente per aver condotto il popolo lontano dall'alleanza.
Sparse qua e là si trovano sprezzanti e incisive pagine di condanna dell'idolatria, pratica a cui gli ebrei del tempo cedevano frequentemente sotto la pressione culturale dei popoli circostanti. Questi brani si distinguono alquanto dall'oracolo, e spesso costituiscono intermezzi autonomi all'interno di un oracolo o fra due oracoli consecutivi.
Le espressioni linguistiche e le immagini usate da Isaia sono spesso di notevole bellezza e potenza, e rivelano sensibilità poetica, unita ad una piena padronanza della scrittura come mezzo di comunicazione. In Italia, molti lo definiscono il Dante dell'antico testamento.
Il ritrovamento, tra il 1944 e il 1955, dell'intero manoscritto di Isaia tra i rotoli del Mar Morto, e la sua datazione al I o II secolo a.C., hanno reso possibile lo studio comparativo sui più antichi manoscritti masoretici, risalenti al X secolo d.C. Il confronto fra queste due copie di Isaia ha rivelato solo piccolissime differenze, per la maggior parte piccole variazioni di ortografia, che hanno ulteriormente confermato l'accuratezza del testo Biblico masoretico.

## Contesto storico
Gli eventi che fanno da sfondo all'opera di Isaia sono principalmente la guerra siro-efraimitica (736 circa); l'annessione del regno di Israele all'impero assiro (724-720); l'assedio di Gerusalemme ad opera di Sennacherib (704 circa); l'ascesa della figura di Ciro il Grande, imperatore dei Persiani (553-530). Come discusso più avanti, l'intervallo temporale è molto vasto, coprendo circa due secoli, motivo per cui si è posta già dal Medio Evo la questione degli autori.

### La guerra siro-efraimitica

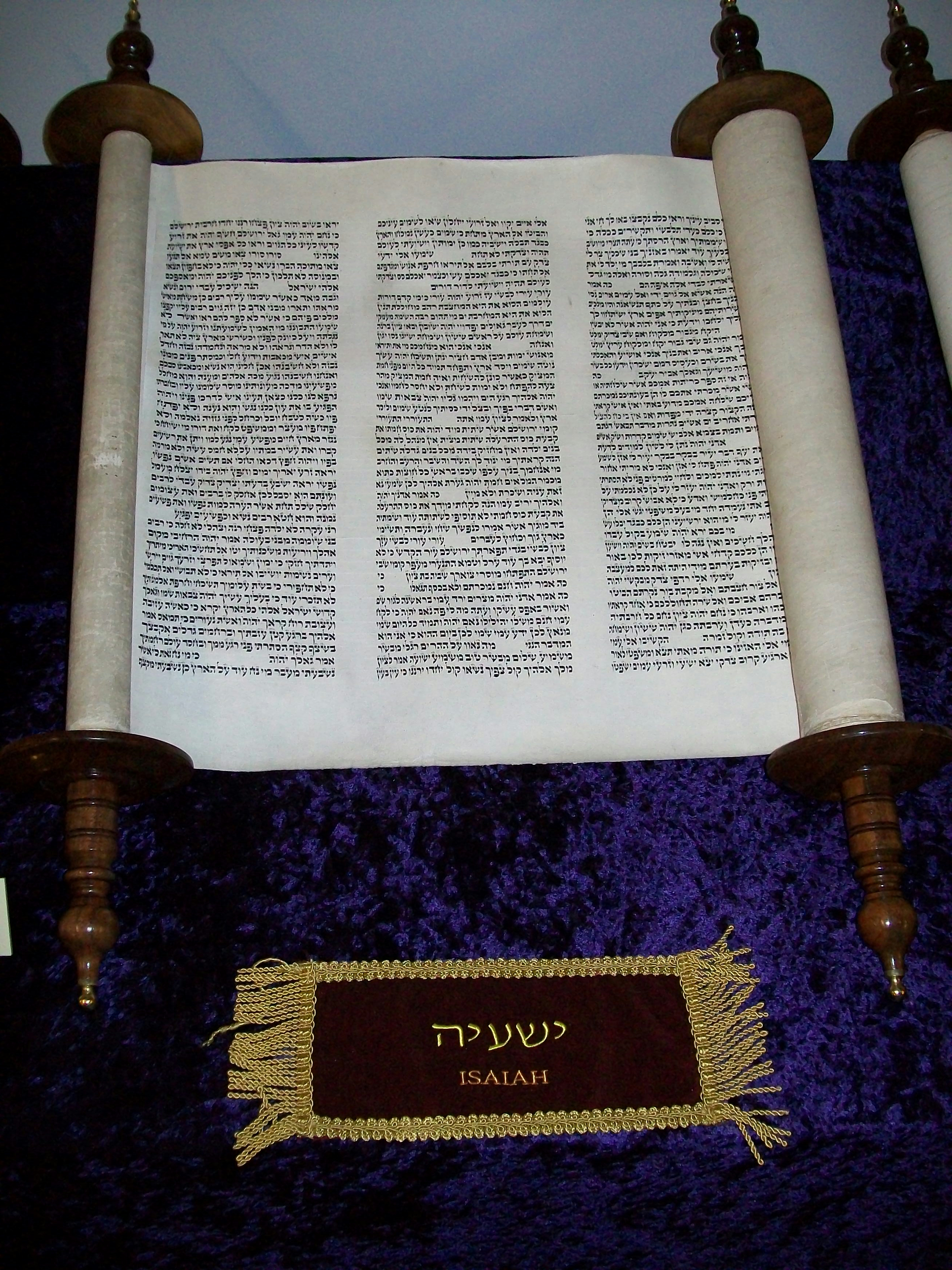

Isaia inizia la sua opera pubblica verso la fine del regno di Ozia, re di Giuda, attorno al 740 a.C. A quel tempo, l'intera regione siro-palestinese è fortemente minacciata dall'espansionismo assiro. In particolare, il giovane successore di Ozia, Acaz, è vassallo del re assiro Tiglat-Pileser III, come anche molti principi vicini, fra cui il re di Israele Pekach e il re di Siria Rezin.
Questi ultimi due re tentano di ribellarsi al giogo assiro raccogliendo una coalizione di principi locali, ma poiché Acaz non sembra voler correre tale rischio, essi gli muovono guerra nel tentativo di sostituirlo con un personaggio a loro vicino. Acaz è preso da dubbi e timori, ma Isaia gli porta la consolante parola divina, assicurandogli che la fedeltà al re assiro gli risparmierà la catastrofe che invece toccherà ai suoi nemici.
È in questa fase che si colloca il cosiddetto libretto dell'Emmanuele, in cui Isaia annuncia ad Acaz la nascita del suo primo figlio (il futuro re Ezechia) come segno della benevolenza di Dio. Questo brano è stato successivamente interpretato dalla tradizione cristiana come annuncio della nascita di Gesù.

### Il regno di Ezechia e l'assedio a Gerusalemme
La politica prudente suggerita da Isaia risparmia al regno di Giuda la sorte che invece tocca a Samaria, assediata da Salmanassar V nel 724, e poi soggetta alla deportazione da parte di Sargon II nel 720. Tuttavia, il giogo assiro si fa più duro, ed Ezechia, successo al padre nel 727, tenta di ribellarsi nel 705 approfittando della morte di Sargon II, ma con esiti disastrosi: il successore di Sargon II, Sennacherib, interviene prontamente e assedia Gerusalemme. Isaia interviene ancora a predire la fine dell'assedio, che effettivamente Sennacherib scioglie dopo che un Angelo di Dio penetra di notte nell'accampamento assiro e stermina 185000 soldati.
Isaia è anche uno degli ispiratori della grande riforma religiosa avviata da Ezechia. Questi mette al bando le usanze idolatre e animiste che gli ebrei avevano adottato imitando i popoli vicini. Isaia si scaglia così contro i pasti sulle alture, i sacrifici umani (prevalentemente di bambini o ragazzi), i simboli sessuali, gli idoli di ogni forma e materiale. Altro bersaglio della riforma, e delle invettive di Isaia, sono le forme cultuali puramente esteriori, ridotte quasi a pratiche magiche. In particolare, condanna senza mezzi termini il digiuno, le elemosine, le ricche offerte, quando non sono seguite da una condotta di vita moralmente corretta, dal rispetto verso il prossimo, dal soccorso alla vedova e all'orfano, dall'onestà nell'esercizio di cariche pubbliche.

### L'ascesa di Ciro e la speranza
La scena si sposta piuttosto bruscamente in un'altra epoca, in un luogo imprecisato, ma forse fra gli esiliati in Babilonia. La distruzione del Tempio e la deportazione sono sullo sfondo, lontani e comunque ancora dolorosi, ma appare finalmente una speranza, rappresentata dalla figura di Ciro il Grande, che Dio chiama suo servo inconsapevole (tu non mi conosci), affidandogli l'alta missione di consentire il ritorno in patria degli esuli e la ricostruzione del Tempio.
Questa parte, preceduta dai capitoli 36-39 di carattere storico, è caratterizzata dalla quasi totale assenza di oracoli di condanna. Salvo l'ultima parte, in cui torna a tratti la condanna per l'infedeltà all'alleanza, questa seconda parte è un messaggio di speranza rivolto a tutta l'umanità, non soltanto ad Israele. La figura di Ciro catalizza le speranze degli esiliati, è il docile strumento della volontà di Dio che abbatte la prepotenza di Babilonia, sempre presentato favorevolmente, nonostante non conosca Dio.

## Il problema degli autori

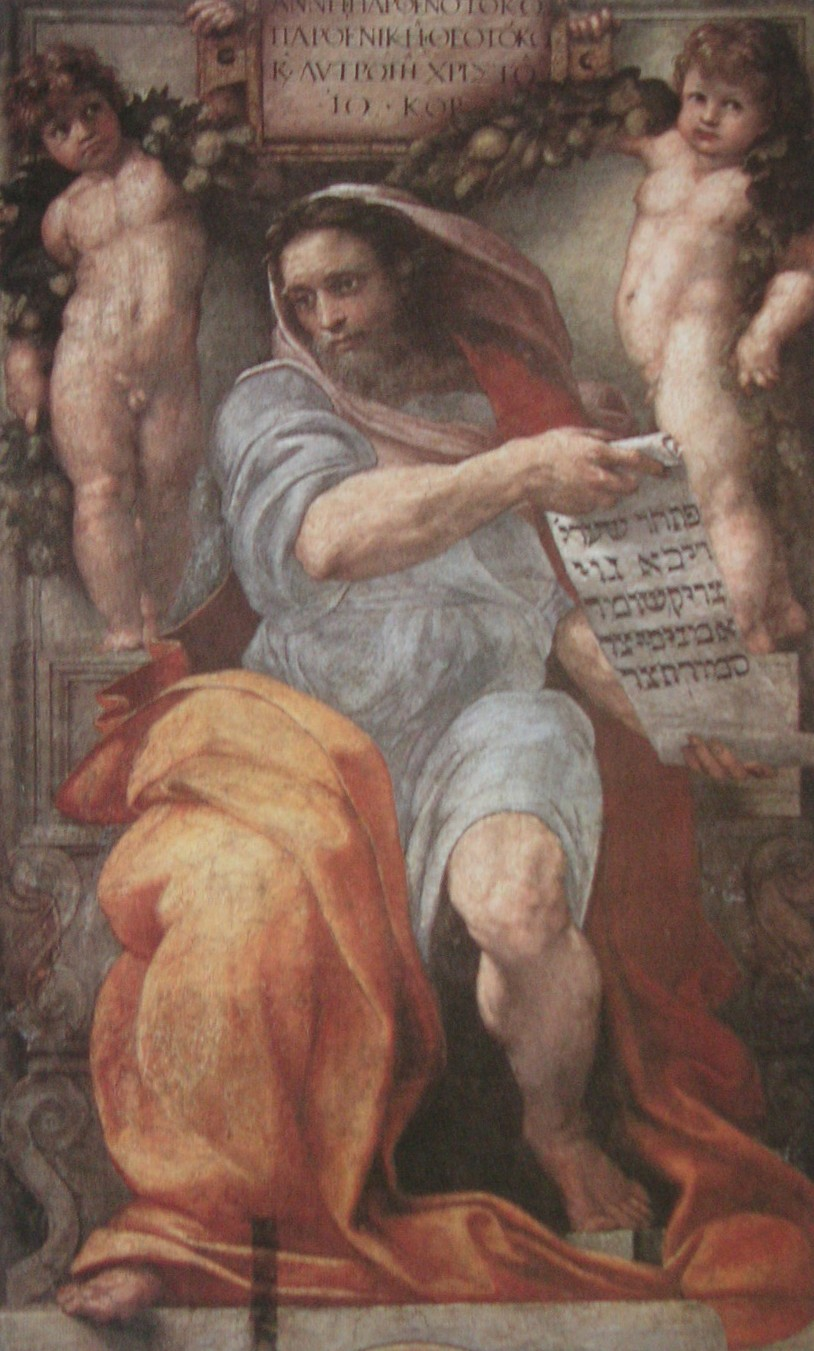
Il profeta Isaia, dipinto da Raffaello.

Gli autori del Nuovo Testamento e l'esegesi successiva fino al XVIII secolo, attribuiscono tutto il libro ad un unico autore, il profeta Isaia. Per esempio, vedi Matteo 3,3 e Matteo 4, 14-16 con Isaia 40,3 e Isaia 9,1-2; anche Giovanni 12,38-41 con Isaia 53,1 e Isaia 6,1-10). L'intero libro di Isaia è stato tramandato per secoli come un'unica opera.
Con lo sviluppo della filologia e l'applicazione del metodo storico-critico anche ai testi sacri, i capitoli da 40 a 66 sarebbero stati scritti da un personaggio non identificato vissuto verso la fine dell'esilio degli ebrei in Babilonia. Altri avanzano l'ipotesi che altre parti ancora non siano state scritte da Isaia.
Coloro che attribuiscono il libro a più di uno scrittore non ritengono che Isaia abbia predetto con quasi due secoli di anticipo che un sovrano di nome Ciro avrebbe liberato gli ebrei esiliati, ma ritengono, in base a considerazioni filologiche (il tipo di lingua, lo stile ecc.) che sia stato scritto successivamente. Mettere in evidenza le tappe di formazione di un testo sacro non significa ritenerlo privo di ispirazione ma permette piuttosto una maggiore comprensione del testo anche attraverso gli strumenti della critica e della filologia contemporanee.
Chi invece sostiene l'unicità dell'autore del testo, spiega questa conoscenza profetica come manifestazione della capacità di Jhwh di predire in anticipo e nel dettaglio la liberazione degli ebrei. Chi sostiene l'ispirazione divina di questo testo, utilizza come prova anche la presenza nei capitoli successivi al 40 delle profezie che per loro si sono applicate al Messia Gesù Cristo e questo contrasta con la possibilità che sia una raccolta di opere posteriori; inoltre in tutto il libro di Isaia compare l'espressione il Santo d'Israele 12 volte dal capitolo 1 a 39 e 13 dal 40 al 66, mentre nel resto della Bibbia compare solo 6 volte.
Giuseppe Flavio, storico ebreo del I secolo, indicò che le profezie di Isaia relative a Ciro furono scritte nell'VIII secolo a.C., e scrisse che Ciro ne era al corrente: «Ciro seppe queste cose leggendo il libro profetico lasciato da Isaia duecento e dieci anni prima».
La critica all'unità del libro di Isaia sembra risalire ai commentatori ebraici medievali che disponevano di una cronologia di questi eventi abbastanza precisa da permettere loro di dubitare che fosse stato scritto da una sola persona. Tali eventi, infatti, coprono un intervallo temporale di circa due secoli (dal 740 a.C. circa al 538 a.C. circa).
Altre considerazioni di carattere stilistico e storico inducono molti studiosi a ritenere che il libro di Isaia sia stato scritto da tre persone, in tempi e luoghi diversi. Si parla così di Proto-Isaia, Deutero-Isaia e Trito-Isaia.

### Manoscritti del Mar Morto
Secondo l'ipotesi dei due autori, il Deutero-Isaia avrebbe considerato la sua opera come la naturale continuazione di quella del Proto-Isaia. Le differenze di stile nella seconda parte del testo potrebbero essere dovute alla redazione in due fasi distinte: il Deutero-Isaia sarebbe cioè tornato sulla sua opera in un secondo tempo per continuare ad elaborarla e riattualizzarla dopo che gli esiliati avevano riscontrato gravi difficoltà e delusioni una volta tornati dall'esilio babilonese.
Da notare, a questo proposito, i capitoli 36-39 che sembrano fare da collegamento fra le due parti principali. Questi capitoli sono infatti di carattere prevalentemente storico piuttosto che profetico, e preludono al capitolo 40 con cui inizia il Deutero-Isaia vero e proprio.
La scoperta dei manoscritti di Qumran ha introdotto nuovi elementi che possono mettere in dubbio l'accuratezza del testo masoretico. Un esempio di differenze tra testo masoretico e Qumranico del libro di Isaia è la seguente tabella:
| Tipi di differenze tra 1QIsa{\displaystyle ^{b}} e Codex Leningradensis | Numero |
| ----------------------------------------------------------------------- | ------ |
| Ortografia                                                              | 107    |
| Aggiunta del congiuntivo waw                                            | 16     |
| Mancanza del congiuntivo waw                                            | 13     |
| Articoli (aggiunta/omissione)                                           | 4      |
| Differenze nelle consonanti                                             | 10     |
| Lettere mancanti                                                        | 5      |
| Differenze nei numeri                                                   | 14     |
| Differenze nei pronomi                                                  | 6      |
| Forme grammaticali diverse                                              | 24     |
| Preposizioni diverse                                                    | 9      |
| Parole diverse                                                          | 11     |
| Parole omesse                                                           | 11     |
| Parole aggiunte                                                         | 6      |
| Sequenze diverse                                                        | 4      |

Il congiuntivo waw serve per collegare parole, clausole o frasi.
Sulla base delle aggiunte a 1QIsa{\displaystyle ^{a}} di ciò che costituisce Isaia 38,21-22 nel testo masoretico, è stato suggerito da alcuni studiosi che i due versi del testo masoretico ed altre testimonianze costituiscano una tarda aggiunta editoriale al libro.

## Struttura del testo
A partire dal XVIII secolo gli studiosi hanno evidenziato differenze nel testo che permettono una suddivisione per testi omogenei:
Primo Isaia
- Capitoli 1-6:   oracoli isaiani di alto tenore letterario e teologico
- Capitoli 7-12:  il cosiddetto «libro dell'Emmanuele» isaiano, anche se con inserzioni posteriori
- Capitoli 13-23: oracoli contro le nazioni, isaiani. Si predice la caduta di Babilonia ad opera dei Medi e la sua completa desolazione, avvenuta nel II secolo d.C. La critica ha convalidato l'autenticità di questo capitolo.
- Capitoli 24-27: è la cosiddetta «apocalisse maggiore» di Isaia, certo opera post esilica (V secolo a.C.?)
- Capitoli 28-33: oracoli sparsi prevalentemente isaiani
- Capitoli 34-35: la cosiddetta «apocalisse minore» di Isaia, opera post-esilica
- Capitoli 36-39: la libera riproduzione degli eventi narrati in 4Re 18-20

Secondo Isaia
- Capitoli 40-55: è il cosiddetto «secondo Isaia», profeta anonimo del ritorno degli ebrei dall'esilio babilonese (fine VI secolo a.C.)

Terzo Isaia
- Capitoli 56-66: è il cosiddetto «terzo Isaia», oracoli vari uniti altri generi letterari, databili in epoca post-esilica

## Interpretazione cristiana
La tradizione cristiana ha dato subito molta rilevanza al libro di Isaia, tanto da meritare il primo posto tra i libri profetici nel canone biblico: già infatti gli autori del Nuovo Testamento vedono negli scritti attribuiti a Isaia la prefigurazione degli eventi caratterizzanti la vita di Gesù di Nazareth narrati nei Vangeli.
In particolare sono due le parti del libro di Isaia che sono state interpretate come profezie messianiche: il Libro dell'Emmanuele e il Libro della Consolazione.
Nel primo compare la figura dell'Emmanuele, un bambino nato per la salvezza del popolo ebraico, chiamato «luce delle nazioni» e identificato con il Messia, Gesù Cristo. Viene sottolineata la sua nascita da una «giovane donna» («vergine» nella traduzione greca della Bibbia dei Settanta), identificata con la Vergine Maria già nel Vangelo di Matteo (7, 14; citato in Matteo 1, 21-23). 
Viene descritta inoltre la condizione di armonia tra uomo e creato come caratteristica del regno di giustizia instaurato dall'Emmanuele, interpretata come la condizione di restaurazione del peccato originale operata con la Redenzione.
Nel secondo compare la figura del servo di Dio, considerato dalla tradizione cristiana una prefigurazione di Gesù sofferente e vittorioso, morto per salvare l'umanità:
(Isaia 53, 5)
La descrizione del servo come «virgulto» e «radice in terra assetata» è stata interpretata da Sant'Agostino come la prefigurazione della nascita della Chiesa, paragonata ad un albero la cui radice è in Gesù..